# Philippinische Fußballnationalmannschaft (U-23-Männer)
Die philippinische U-23-Fußballnationalmannschaft ist eine Auswahlmannschaft philippinischer Fußballspieler. Sie untersteht dem philippinischen Fußballverband PFF und repräsentiert diesen international auf U-23-Ebene, etwa in Freundschaftsspielen gegen die Auswahlmannschaften anderer nationaler Verbände, bei U-23-Asienmeisterschaften sowie den Fußballturnieren der Olympischen Sommerspiele und der Südostasienspiele.
Bisher konnte sich die Mannschaft nicht für das olympische Fußballturnier oder die U-23-Asienmeisterschaft qualifizieren. An den Südostasienspielen nahmen die Philippinen viermal teil, kamen aber nie über die Gruppenphase hinaus.
Spielberechtigt sind Spieler, die ihr 23. Lebensjahr noch nicht vollendet haben und die philippinische Staatsangehörigkeit besitzen.

## Bilanzen
| Olympische Spiele - 1992: Nicht qualifiziert - 1996: Nicht teilgenommen - 2000: Nicht qualifiziert - 2004 bis 2012: Nicht teilgenommen - 2016 bis 2020: Nicht qualifiziert U-22-/23-Asienmeisterschaften - 2014 bis 2020: Nicht qualifiziert | Südostasienspiele - 2001 bis 2003: Nicht teilgenommen - 2005: Gruppenphase - 2007 bis 2009: Nicht teilgenommen - 2011: Gruppenphase - 2013: Zurückgezogen - 2015: Gruppenphase - 2017: Gruppenphase |